# 엘디스트
엘디스트(Eldest)는 2005년에 발표된 크리스토퍼 파올리니의 판타지 소설로, 《유산 시리즈》의 두 번째 작품이다.